# Resolució 2228 del Consell de Seguretat de les Nacions Unides
La Resolució 2228 del Consell de Seguretat de les Nacions Unides fou adoptada per unanimitat el 29 de juny de 2015. El Consell va renovar el mandat de l'Operació Híbrida de la Unió Africana i les Nacions Unides al Darfur (UNAMID) fins al 30 de juny de 2016.

## Contingut
El Consell va assenyalar que en 2015 havien augmentat els combats entre l'exèrcit i els rebels, i com a resultat els crim. També va destacar l'ús de bombes de dispersió, encara que l'afluència d'armes lleugeres era especialment preocupant. Com a conseqüència, el nombre de desplaçats interns també s'havia incrementat bruscament a 2,5 milions de persones. Alhora 4,4 milions de persones depenien d'ajuda humanitària.
El Consell va decidir continuar al Sudan malgrat les promeses d'imposar restriccions a les agències d'ajuda i a la llibertat de moviment de la UNAMID al Darfur, que no podien arribar a qualsevol persona.
El mandat de la UNAMID es va ampliar sense canvis fins al 30 de juny de 2016. També es va conservar el nombre de tropes amb 15.845 soldats i 1583 agents. Es van revisar les prioritats i les principals eren protegir la població, l'ajuda humanitària, la seguretat del personal humanitari i la mediació entre el govern i els grups que no havien signat el Document de Doha per la Pau a Darfur (DDPD). A més, es va demanar a la força de pau que informés de les violacions dels drets humans.
D'altra banda, en el seu informe al Consell de Seguretat, el secretari general Ban Ki-moon va fer recomanacions sobre el futur de la missió, amb una sèrie d'objectius a ser aconseguits abans que es retirés:
- Impulsar negociacions entre el govern i els rebels que el no havien signat l'acord
- Assegurar que la població tingui accés sense restriccions a l'ajuda d'emergència
- Evitar els conflictes intracomunitaris a través de la mediació i abordar les causes subjacents